# Angelikí Kalaïtzí
Angelikí Kalaïtzí (grec moderne : Αγγελική Καλαϊτζή), née vers 1984 à Polýgyros, est un mannequin femme grec, couronné Miss Grèce 2008 et représentant la Grèce au concours Miss Monde 2008,,.